# David Auburn
David Auburn (Chicago, 30 novembre 1969) è un drammaturgo e sceneggiatore statunitense, vincitore del Premio Pulitzer nel 2001.

## Biografia
Nato a Chicago da Mark e Sandy Auburn, David Auburn è cresciuto in Illinois, Ohio ed Arkansas. Ha studiato letteratura inglese all'Università di Chicago e drammaturgia alla Juilliard School, sotto la supervisione di Marsha Norman e Christopher Durang.
Nel 2000 la sua pièce Proof ha fatto il suo debutto nell'Off Broadway, prima di essere riproposta a Broadway dove rimase in cartellone per oltre novecento rappresentazioni. Proof valse ad Auburn il Premio Pulitzer per la drammaturgia e il Tony Award alla migliore opera teatrale.
Auburn vive a Manhattan con la moglie e due figlie.

## Filmografia

### Sceneggiatore
- Proof - La prova (Proof), regia di John Madden (2005)
- La casa sul lago del tempo (The Lake House), regia di Alejandro Agresti (2006)
- Georgetown, regia di Christoph Waltz (2019)

### Soggetto
- Charlie's Angels, regia di Elizabeth Banks (2019)